# Agostino Mantovani
Agostino Mantovani (Castellucchio, 27 giugno 1937) è un politico italiano, esponente della Democrazia Cristiana e già parlamentare europeo.
È subentrato al Parlamento europeo nell'aprile 1991, dopo essere stato candidato alle elezioni del 1989 per la lista della DC. È stato vicepresidente della Delegazione per le relazioni con l'Islanda e della Commissione per lo sviluppo e la cooperazione, membro della Commissione per i trasporti e il turismo, dell'Assemblea paritetica della Convenzione fra gli ACP e la CEE (ACP-CEE) e dell'Assemblea paritetica della convenzione fra gli Stati dell'Africa, dei Caraibi e del Pacifico e la Comunità economica europea (ACP-CEE).
Segretario della Fondazione Credito Agrario Bresciano di Brescia da 30 anni. È stato funzionario dell'Unione Provinciale Agricoltori di Mantova, Vice direttore dell'Unione Provinciale Agricoltori di Verona, direttore dell'Unione Provinciale degli Agricoltori di Brescia e direttore della Federazione regionale agricoltori della Lombardia. 
Ha avuto incarichi direttivi nella Confederazione Generale dell'Agricoltura italiana, è stato segretario della Federazione Nazionale Affittuali Conduttori e presidente dell'ERSAL (Ente Regionale Sviluppo Agricolo della Lombardia). È stato per molti anni direttore dei periodici Agricoltore Bresciano e Lombardia Agricola. È autore di molti articoli pubblicati da vari giornali a livello provinciale e nazionale.
Per sei anni è stato presiedente della FOCSIV (Federazione Organismi Cristiani Servizio Internazionale Volontario). Per due anni è stato presidente di Brescia Turism.
Giornalista pubblicista, ha al suo attivo diversi libri di agricoltura, viaggi e ambiente. Tra questi: 
- Verde Austria, Editrice Sardini (primo libro pubblicato in Italia sull'agriturismo a seguito di un reportage nella vicina nazione)
- Quando passa un anno, Editrice Sardini
- La natura dentro, Editrice Sardini
- Offerta di ambiente, Editrice Eapral (ente per l'addestramento professionale in agricoltura),
- Agricoltura tra set – aside, parchi, Legge Galasso, Editrice Epral
- Strumenti finanziari in agricoltura, Editrice Eapral
- Terziario verde avanzato in agricoltura, Editrice Eapral
- Lettere al presidente, Editrice Grafo
- Domenico Bianchi (in memoria del Presidente degli agricoltori bresciani) Editrice UPA Brescia
- Quotidiana organizzazione Sindacale degli agricoltori, Editrice Sardini
- Volontariato e Cooperazione Internazionale, Editrice Paoline
- Viene Natale, Editrice Sardini
- E viene Natale, Editrice Infinito
- La natura dentro, Editrice Sardini
- Ballate e racconti Editrice Grafo
- Vapore di Nuvola d'Oro, Editrice Del Moretto
- In Somalia, Editrice Sardini
- In Spagna, Editrice Sardini
- In Portogallo Editrice Sardini
- Montenegro, Tipografia Camuna.